# Графство Аоста
Графство Аоста (на френски Comté d'Aoste) е графство, съществувало от 904 до 1302 г., както и район на Италианското кралство.

## История

### Произход
Графство Аоста е създадено през 904 г. от краля на Италия Беренгар I, започвайки от територия, принадлежаща на Маркграфство Ивреа, управлявано от неговия зет Адалберт I от Ивреа. През 952 г. кралят на източните франки Ото I получава подчинението на краля на Италия Беренгар II, но понеже му няма доверие, с цел контрола на някои важни проходи, полезни за достигане на Италия в случай на необходимост, той дава Веронската марка на брат си – херцога на Бавария Хайнрих. По същата причина, въпреки че Ото вече е господар на кралството, през 972 г. той поверява Графство Аоста и италианското Дофине на своя зет, краля на Арл Конрад III.
Този факт вкарва Вале Аоста в орбитата на Кралство Арл. Въпреки това в началото на XI век Кралство Арл претърпява поредица от нашествия от сарацините и унгарците, което, заедно с някои вътрешни конфликти, през 1032 г., след смъртта на Рудолф III, позволява на император Конрад II да заграби бургундската корона.

### Поява на Савоя
След като застава на страната на императора, през 1033 г. на граф Хумберт Белоръки е позволено да получи контрол над региона, който няма силна аристокрация, приемайки титлата „Граф на Аоста“, въпреки че има във Вале д'Аоста само някои феодални предимства. Озовавайки се от противоположната страна на Алпите спрямо центровете на властта на династията, Савойците поверяват управлението на графството на някои членове на рода Шалан, които получават титлата „Виконти на Аоста“.
През 1191 г., чрез посредничеството на епископа, Томас I Савойски дава на град Аоста, но всъщност и на цялото графство, т. нар. Харта на свободите, която установява правата и задълженията между страните.
Антикрал Вилхелм II Холандски, противник на император Фридрих II, кара графството да бъде окупирано между 1249 и 1250 г. от Еберхард от Нидов, на чиято страна са хората от Вале д'Аоста. През 1251 г. Амадей IV Савойски завладява отново графството и решава да накаже онези феодали, които са застанали на страната на Вилхелм II Холандски, и възнаграждава тези, които са му останали верни. Освен това през 1253 г. херцогът препотвърждава общинските гаранции, които са подновени от сина му Амадей V през 1296 г.

## Управители на Графство Аоста
Савойската династия в продължение на почти три века ръководи съдбата на Графство Аоста чрез рода Шалан, чиито представители носят титлата „виконти на Аоста“:
- Бозон I: считан за родоначалник на рода, споменат в документ от 1100 г.
- Аймон I: син на Бозон I
- Бозон II (? – 1210), син на Аймон I и първият, който използва името „Шалан“, след като е инвестиран със Сеньория Шалан
- Бозон III (? – 1240), син на Бозон II, съвиконт на Аоста заедно с
  - Аймон II, съвиконт на Аоста, кюре на „Свети Лаврентий“ в Шамбав (пр. 1204)
- Готофред I, син на Бозон III, става съвиконт на Аоста след смъртта на баща си заедно с братята си. В документ от 1242 г. феодът на Фенис също се споменава сред активите му. Той е инвестиран от абата на „Сен Морис д'Агон“ с феодалното владение Грен, което включва Аяс, Брюсон, част от Гресоне и замъка Грен с
  - Аймон III, син на Бозон III, с
  - Бозон IV, син на Бозон III, който получава феодалното владение на Кли от Савоя, давайки живот на клона Шалан-Кли
- Аймон III, който наследява брат си Готофред I като единствен виконт след неговата смърт и смъртта на Бозон IV
- Ебал I (Ебал Велики) (? – 1323): син на Готофредо I, получил чрез женитба феодалните владения на Монжове, Шенал и Сен Венсан. Той се отказва от виконтството на Аоста, което по този начин се връща на Савоя, в замяна на останалите земи от феод Монжове.

## Език
Официалният език е френски. Езикът, който се използва най-често в ежедневието, е френско-провансалският език от Вале д'Аоста.